# Liste der Stadtteile von Istanbul
Die größte Stadt der Türkei, Istanbul, erstreckt sich über etwa 50 Kilometer in west-östlicher wie in nord-südlicher Richtung und wird durch den Bosporus in eine europäische und eine asiatische Seite geteilt. Das alte, im Süden der europäischen Seite gelegene, Stadtzentrum wird zusätzlich durch das Goldene Horn von den nördlicher gelegenen Stadtteilen getrennt.
In der Auflistung sind alle Stadtbezirke von Istanbul, aber nicht alle Viertel vollständig genannt.
Zur Aussprache siehe Türkische Sprache.

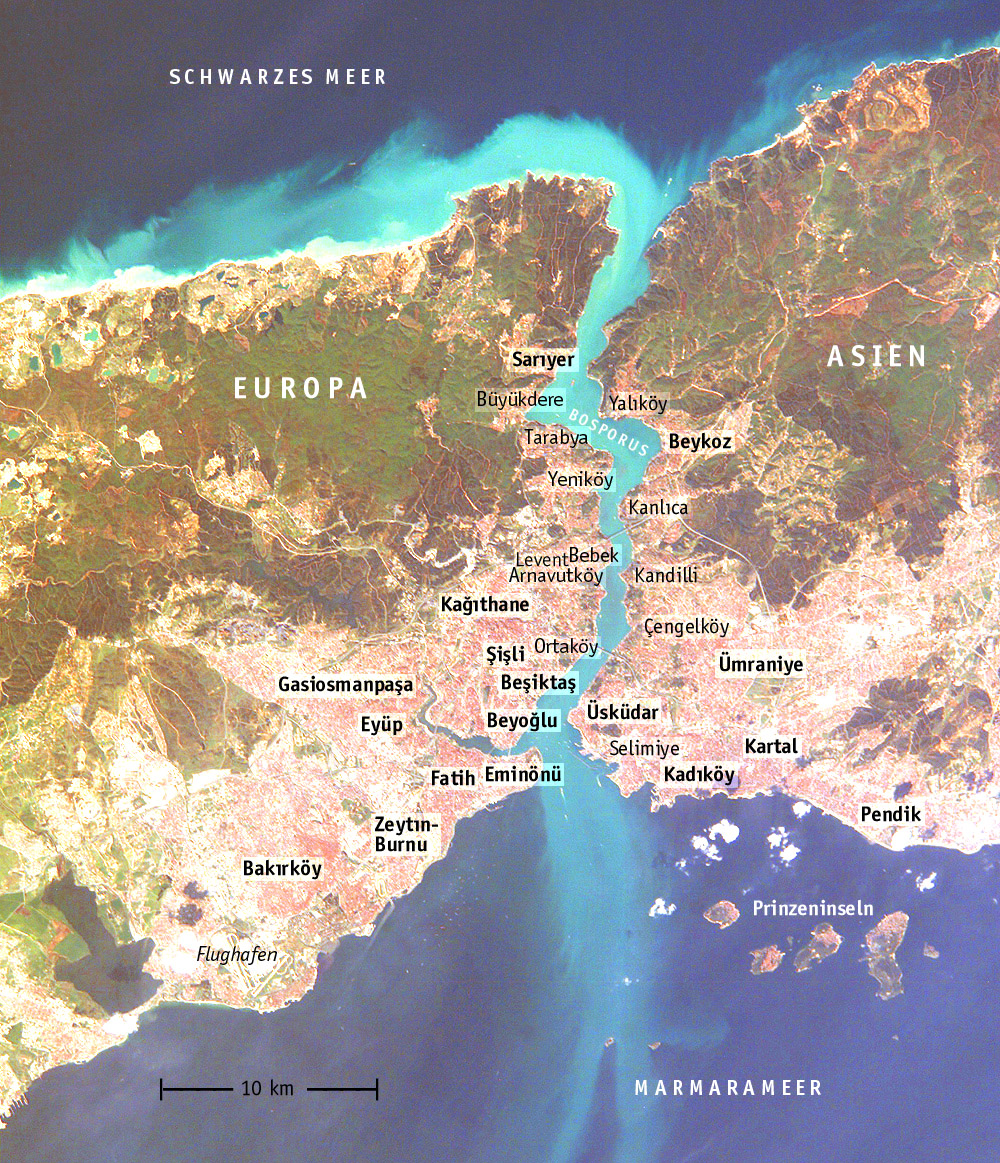
Satellitenaufnahme von Istanbul mit eingetragenen Teilen

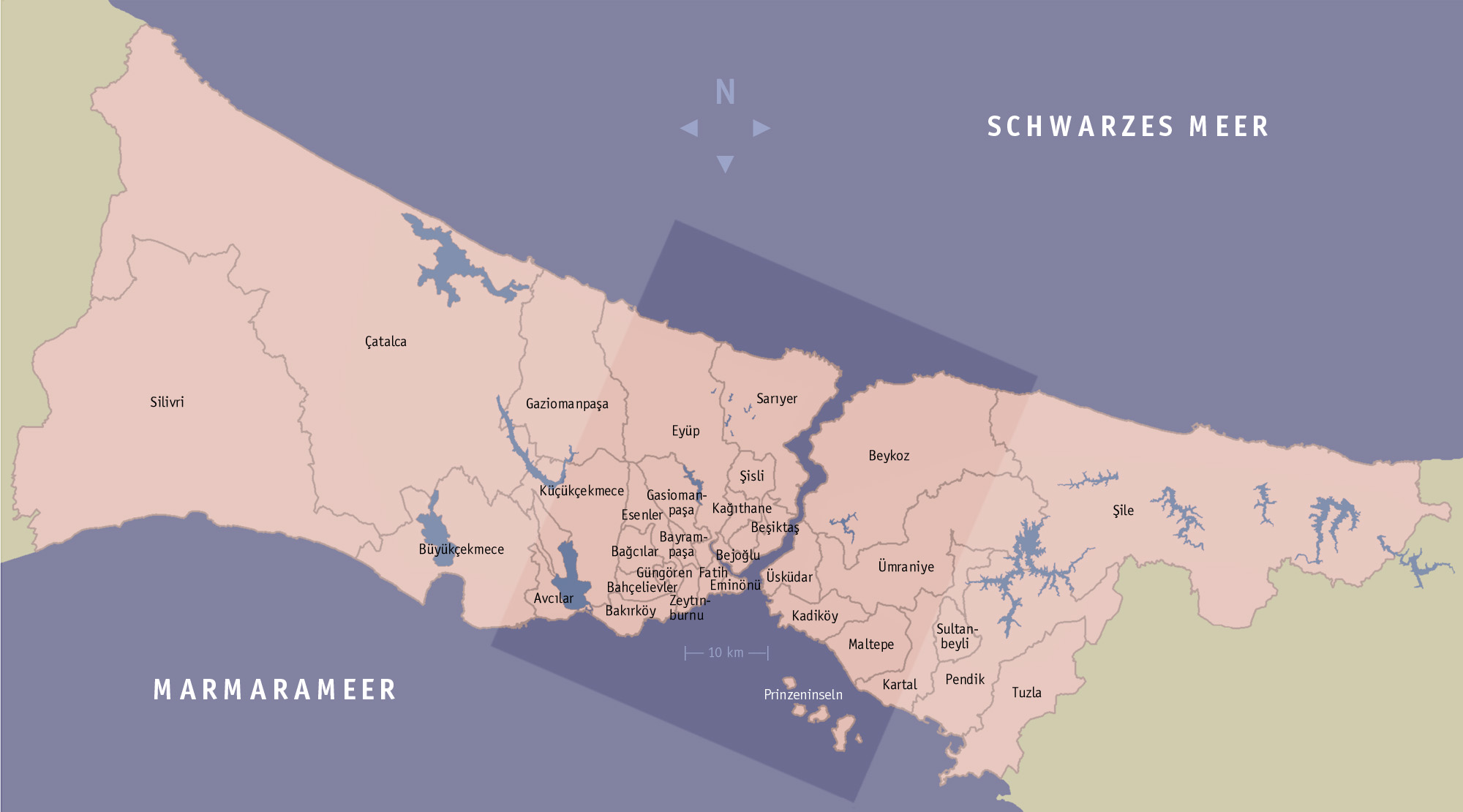
Gesamtansicht der Provinz Istanbul. Das dunklere Rechteck markiert den Bereich der Satellitenaufnahme mit der Stadt Istanbul.

## İlçe
İlçe ist ein staatlicher Verwaltungsbezirk unterhalb der Provinzebene. Oft werden auch die Gemeinden, die Sitz einer solchen Verwaltung sind, damit bezeichnet. In Großstadtgemeinden (Büyükşehir Belediyesi) wie Istanbul bestehen in einem İlçe zwei parallele Verwaltungen, eine staatliche unter dem Kaymakam, und eine kommunale (Belediye), die als Stadtbezirksgemeinde angesprochen werden kann, unter der Leitung eines Bürgermeisters (Belediye Başkanı). Territorial haben beide Verwaltungen denselben Zuständigkeitsbereich. Der Kaymakam untersteht dem Provinzgouverneur (Vali), die Bezirksgemeinde ist mit den anderen Bezirksgemeinden der Provinz zu einer Großstadtgemeinde zusammengeschlossen, die unter der Leitung eines Büyükşehir Belediye Başkanı steht. Im Deutschen wird dieser meist als „Oberbürgermeister“ bezeichnet.
| Kontinent | Bezirk Distrikt            | Einwohner  | Einwohner | Fläche km² | Einw./km² |
| Kontinent | Bezirk Distrikt            | 2018       | ± %       | Fläche km² | Einw./km² |
| --------- | -------------------------- | ---------- | --------- | ---------- | --------- |
| Asien     | Adalar                     | 16.119     | 8,13      | 11         | 1.465     |
| Europa    | Arnavutköy                 | 270.549    | 3,40      | 453        | 597       |
| Asien     | Ataşehir                   | 416.318    | -1,67     | 25         | 16.653    |
| Europa    | Avcılar                    | 435.625    | -0,01     | 50         | 8.713     |
| Europa    | Bağcılar                   | 734.369    | -1,89     | 23         | 31.929    |
| Europa    | Bahçelievler               | 594.053    | -0,74     | 17         | 34.944    |
| Europa    | Bakırköy                   | 222.668    | 0,13      | 29         | 7.678     |
| Europa    | Başakşehir                 | 427.835    | 7,84      | 107        | 3.998     |
| Europa    | Bayrampaşa                 | 271.073    | -1,14     | 9          | 30.119    |
| Europa    | Beşiktaş                   | 181.074    | -2,36     | 18         | 10.060    |
| Asien     | Beykoz                     | 246.700    | -1,75     | 310        | 796       |
| Europa    | Beylikdüzü                 | 331.525    | 5,36      | 39         | 8.501     |
| Europa    | Beyoğlu                    | 230.526    | -2,57     | 9          | 25.614    |
| Europa    | Büyükçekmece               | 247.736    | 1,75      | 173        | 1.432     |
| Europa    | Çatalca                    | 72.966     | 5,66      | 1.142      | 64        |
| Asien     | Çekmeköy                   | 251.937    | 1,24      | 152        | 1.657     |
| Europa    | Esenler                    | 444.561    | -2,20     | 19         | 23.398    |
| Europa    | Esenyurt                   | 891.120    | 5,27      | 43         | 20.724    |
| Europa    | Eyüp                       | 383.909    | 0,73      | 228        | 1.684     |
| Europa    | Fatih (incl. Eminönü)      | 436.539    | 0,61      | 15         | 29.103    |
| Europa    | Gaziosmanpaşa              | 487.046    | -2,19     | 12         | 40.587    |
| Europa    | Güngören                   | 289.331    | -2,57     | 7          | 41.333    |
| Asien     | Kadıköy                    | 458.638    | 1,59      | 25         | 18.346    |
| Europa    | Kağıthane                  | 437.026    | -1,28     | 15         | 29.135    |
| Asien     | Kartal                     | 461.155    | -0,49     | 38         | 12.136    |
| Europa    | Küçükçekmece               | 770.317    | -0,01     | 44         | 17.507    |
| Asien     | Maltepe                    | 497.034    | -0,11     | 53         | 9.378     |
| Asien     | Pendik                     | 693.599    | -0,67     | 190        | 3.651     |
| Asien     | Sancaktepe                 | 414.143    | 2,92      | 63         | 6.574     |
| Europa    | Sarıyer                    | 342.503    | -0,69     | 177        | 1.935     |
| Europa    | Silivri                    | 187.621    | 3,93      | 858        | 219       |
| Asien     | Sultanbeyli                | 327.798    | -0,66     | 29         | 11.303    |
| Europa    | Sultangazi                 | 523.765    | -0,90     | 37         | 14.156    |
| Asien     | Şile                       | 36.516     | 3,94      | 800        | 46        |
| Europa    | Şişli                      | 274.289    | 0,03      | 10         | 27.429    |
| Asien     | Tuzla                      | 255.468    | 1,01      | 138        | 1.851     |
| Asien     | Ümraniye                   | 690.193    | -1,39     | 46         | 15.004    |
| Asien     | Üsküdar                    | 529.145    | -0,83     | 35         | 15.118    |
| Europa    | Zeytinburnu                | 284.935    | -0,85     | 12         | 23.745    |
| Europa    | Stadt İSTANBUL             | 9.772.961  |           |            |           |
| Asien     | Stadt İSTANBUL             | 5.294.763  |           |            |           |
|           | Provinz İSTANBUL gesamt ** | 15.067.724 | 0,26      | 5.461      | 2.759     |

|  |
|  |
|  |

## Europäische Seite

### Altstadt
Die historische Halbinsel von Byzantion, Konstantinopel befindet sich im Süden des heutigen Istanbul auf einer Halbinsel zwischen Marmarameer und Goldenem Horn (Haliç), die den Übergang vom offenen Meer zum Bosporus (Boğaziçi) markiert. Sie wird von der Theodosianischen Landmauer im Westen begrenzt.
Der Landkreis Fatih entspricht weitgehend der historischen Altstadt.

#### Eminönü

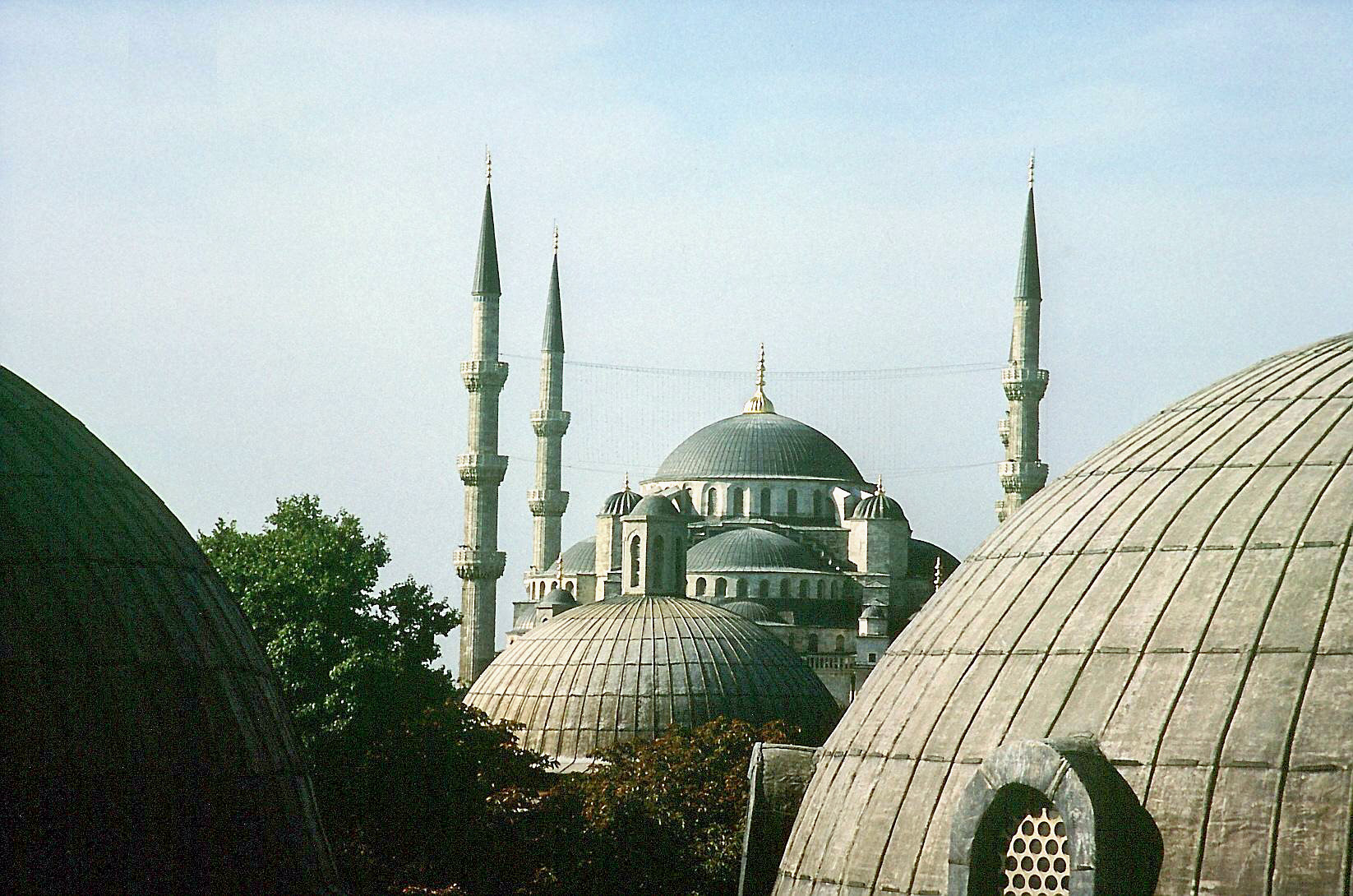
Blick von der Hagia Sophia zur Sultan-Ahmet-Moschee

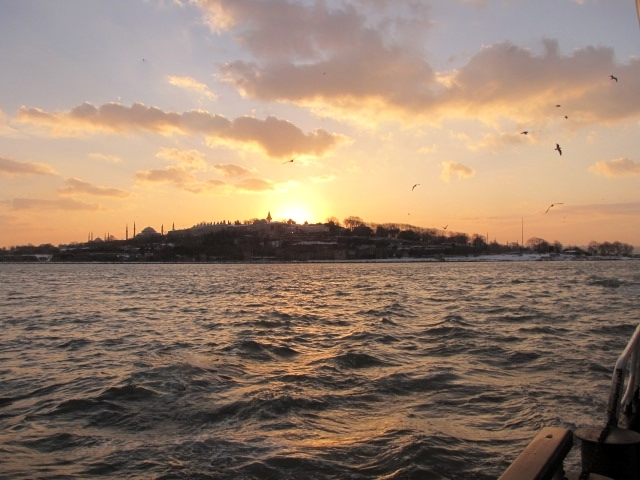
Sultanahmet im Sonnenuntergang, vom Bosporus aus gesehen

Der ehemalige Stadtbezirk Eminönü liegt im Bereich der ältesten Siedlung von Byzantion, die im 7. Jh. v. Chr. von Megarern aus der Peloponnes gegründet wurde.
In Eminönü – an der Spitze der Halbinsel gelegen – liegt das historische Zentrum der Stadt mit der ehemaligen Kathedrale Hagia Sophia (Ayasofya Müzesi), der nahegelegenen Kirche Hagia Irene (Aya İrini Müzesi), den Resten des byzantinischen Kaiserpalastes (Mosaikenmuseum, Mozaik Müzesi), den antiken Zisternen (Yerebatan Sarnıcı), dem Hippodrom (At Meydanı), dem ehemaligen Sultanspalast (Topkapı Sarayı) und bedeutenden Moscheen (der „Blauen Moschee“ Sultan Ahmed, der Süleymaniye-Moschee, der Rüstem-Pascha-Moschee und der Beyazıt-Moschee, der ältesten der Stadt). Die älteste Stadtmauer umgibt diesen Stadtteil.
Weitere wichtige Museen sind das Archäologische Museum in der Nähe des Topkapi-Palastes und das Türkisch-Islamische Museum am At Meydani.
Die Hauptstraße von Konstantinopel, die Mese, begann beim Milion, dessen Überreste nahe der heutigen Hagia Sophia gefunden wurden, und führte über das Forum Konstantin (Çemberlitaş), wo eine der größten Agoren der Welt liegt, der überdachte Basar Kapalicarsi, das Forum Tauri (Theodosius-Forum, Beyazıt) und das Arcadius-Forum (Aksaray) zum Goldenen Tor an der Landmauer des Theodosius. Beim Forum Tauri (Beyazıt) verzweigt sich die Mittelstraße von Byzanz (Mese) Richtung Nordwesten und bildet dort das Forum (Agora) Philadelphion (Şehzadebaşı).
Dort befinden sich auch das wichtigste Basarviertel Istanbuls mit dem Ägyptischen Basar (Mısır Çarşısı) und dem großen gedeckten Basar (Kapalı Çarşı) mit rund 4000 Geschäften, die Hauptgebäude der Universität, der Kopfbahnhof Sirkeci Garı für Züge aus dem Westen, einst Endstation des Orient-Express, und gegenüber die wichtigsten Landungsbrücken für den Fährverkehr. Dort führt auch die Galatabrücke über das Goldene Horn nach Pera und weiter in den Norden der europäischen Seite.
- Viertel von Eminönü sind (von Norden nach Süden und Osten nach Westen) Eminönü, Cağaloğlu, Sultanahmet, Beyazıt, Kumkapı, Küçükpazar, Şehzadebaşı und Lâleli.

Im Jahr 2008 wurde der Stadtbezirk Eminönü aufgelöst und dem Bezirk Fatih zugeordnet. Begründet wurde die Maßnahme mit der geringen Bevölkerung des Bezirks.

#### Fatih

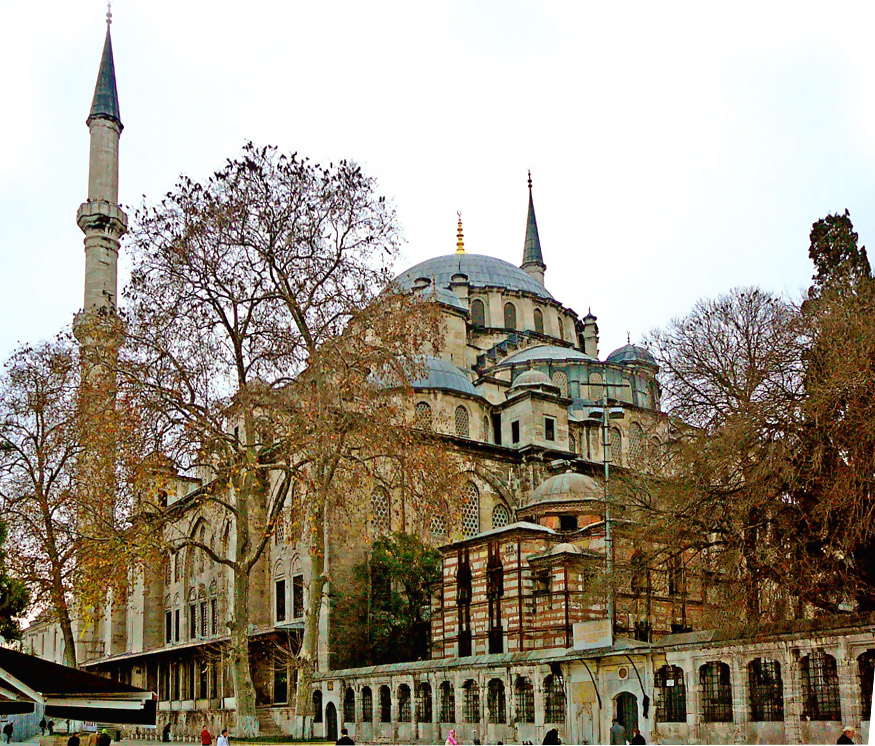
Die Fatih-Moschee ist eines der historischen Zentren des Viertels

Fatih liegt zwischen Eminönü im Osten und der Stadtmauer im Westen. Getrennt werden die Stadtteile heute vom Atatürk Bulvarı, einer Schnellstraße, die über die Atatürk-Brücke eine zweite Verbindung zum Norden der Stadt herstellt. Der Atatürk Bulvarı wird überspannt vom im 4. Jahrhundert erbauten Valens-Aquädukt (Bozdoğan Kemeri), der Fatih und Eminönü verbindet.
Fatih ist seit Mehmed dem Eroberer berühmt für seine Medresen und Moscheen und war ein Bezirk der Gelehrten und Dichter.
Die Hauptstraße von Fatih begann im Mittelalter im Philadelphion (Sehzadebasi), und wo heute die Fatih-Moschee steht, war die zweitgrößte Kirche von Byzanz, die Apostelkirche mit dem Grab Konstantins des Großen. Nicht weit von Philadelphion steht die Markian-Säule (Kiztasi).
Orthodoxe Kirchen in dem Stadtteil, die in den osmanischen Jahrhunderten zu Moscheen umgewandelt wurden, sind unter anderem die Jesus-Pantokrator-Kirche (Zeyrek-Moschee) und die Pammakaristos-Kirche (Fethiye-Moschee). Auf dem Gelände des Ökumenischen Patriarchats von Konstantinopel (Rum Patrikhanesi) befindet sich die orthodoxe Kirche Hagios Georgios (Sankt Georg).
- Viertel von Fatih sind (von Norden nach Süden und Osten nach Westen) Fener, Çarşamba, Aksaray, Cerrahpaşa, Topkapı, Şehremini, Koca Mustafa Paşa (ehem. Psamathia) und Yedikule. Balat ist das traditionelle jüdische Quartier in Fatih. Karagümrük befindet sich im Norden der Innenstadt und liegt noch innerhalb der Stadtmauer, die aus der byzantinischen Zeit stammt. Eine bekannte Sehenswürdigkeit ist die ehemalige Chora-Kirche, außerdem befindet sich in diesem Stadtteil der Sitz des Staatsensembles für klassische türkische Musik in der Tekke der Dscherrahi-Tarīqa.

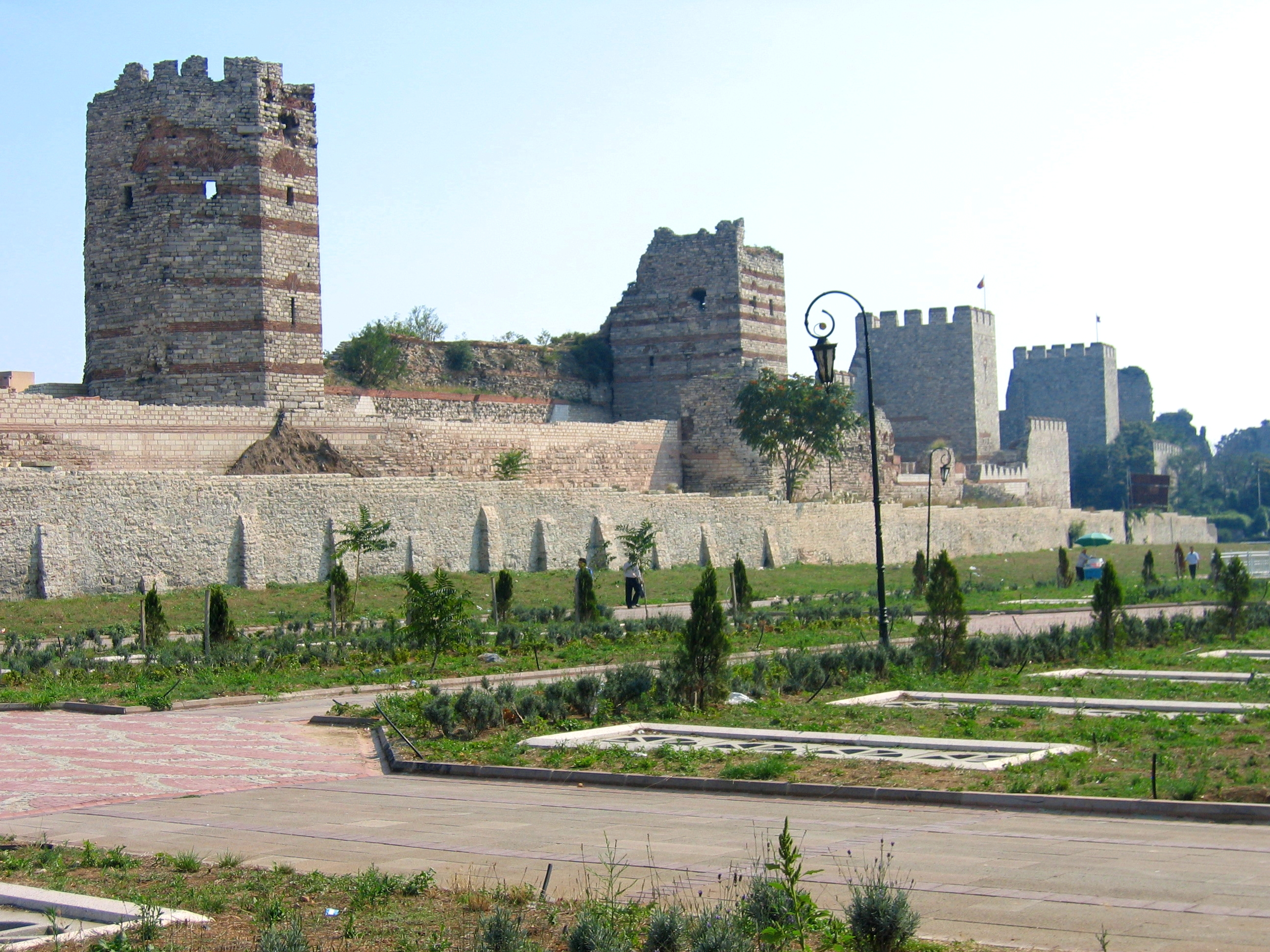
Die Landmauer aus dem 5. Jahrhundert

### Der Westen
Außerhalb der Theodosianischen Landmauer schließen sich im Westen weitere Stadtteile an:

#### Esenler
Esenler ist ein Stadtteil auf der europäischen Seite von İstanbul.

#### Esenyurt
Esenyurt ist ein Stadtteil auf der europäischen Seite von Istanbul.

#### Silivri
Silivri ist ein Randbezirk von Istanbul. Es liegt knapp 80 km entfernt und hat viele Küstenregionen. Eines davon ist Hamitbey – Selimpasa.

#### Zeytinburnu
Zeytinburnu liegt an der Küste des Marmarameers direkt an der Theodosianischen Landmauer. Siehe Hauptartikel Zeytinburnu.

#### Güngören
Güngören war früher ein von Griechen bewohntes und Vidos genanntes Dorf. Im 17. Jahrhundert war die Gegend um das heutige Güngören für den Sultan Osman II. ein beliebtes Ausflugsziel für die Jagd. Sultan Osman ließ dort deswegen eine heute nach ihm benannte und bis heute erhaltene Moschee und eine Jagdvilla mit Hamam (Bad) errichten. Auch ließ er zwei Brunnen auf der rechten und auf der linken Seite der Moschee errichten. Der rechte davon ist bis zum heutigen Tag erhalten.
Nachdem Sultan Osman von Mitgliedern der osmanischen Eliteeinheit den Janitscharen ermordet worden war, ließ sein Nachfolger Murat IV. alle Janitscharen, die in Gebäuden um die Moschee und die Jagdvilla untergebracht waren, umbringen. Als im Jahre 1936 die griechischen Ortschaftsnamen in türkische umgeändert wurden, bekam der Ort Vidos den Namen Güngören. In der Volkszählung im Jahre 1955 wurden im Dorf Güngören 237 Bewohner registriert. Nach dieser Zeit wuchs Güngören explosionsartig, bis es zum Jahre 2000 eine Einwohnerzahl von 272.950 Menschen erreichte.
Güngören erlangte im Jahre 1992 den Status eines Stadtteils von Istanbul. Davor gehörte es zum Stadtteil Bakırköy.
Das Geschäfts- und Wohnviertel Merter gehört hauptsächlich zum Stadtteil Güngören und ist nach dem 1960 verstorbenen Gutsbesitzer Ahmet Muhtar Merter benannt worden. Einem am 7. September 2003 gedruckten Artikel der Zeitung Hürriyet zufolge hieß das Viertel, als es noch ein Landgut war, Haznedar. Die Fläche des Stadtviertels beträgt laut MESIAD (Verein der Industriellen und Geschäftsleute von Merter) 500.000 Quadratmeter. Die Bedeutung des Namens lautet edler Soldat oder Mann.

#### Bahçelievler
Das Wort Bahçelievler bedeutet ins Deutsche übersetzt Häuser mit Gärten.
Die Einwohnerzahl Bahcelievlers betrug im Jahre 1960 noch 8000 Einwohner, im Jahr 1965 schon 20.881, 1975 sogar 100.000 und laut Daten der Volkszählung am 22. Oktober 2000 zufolge 474.070. Die Fläche des Stadtviertels beträgt 16,7 Quadratkilometer. Bahçelievler besteht aus elf Stadtvierteln: Cumhuriyet, Çobançeşme, Fevziçakmak, Hürriyet, Yenibosna, Kocasinan, Siyavuşpaşa, Soğanlı, Şirinevler, Zafer und das wie die Gemeinde heißende Viertel Bahçelievler und das zum Teil im Viertel Bahçelievler liegende Merter.

##### Sehenswürdigkeiten
In Bahçelievlers größter Parkanlage, dem Nationalen Unabhängigkeits-Park, steht eine Steinvilla aus dem 16. Jahrhundert benannt nach Siyavus Pascha, der unter Sultan Mehmet dem Dritten eine Zeitlang die Regierungsgeschäfte führte. Eine andere Sehenswürdigkeit, die aus der Zeit Ostroms stammt, ist die Çobançeşme-Brücke über dem Ayamama-Bach am Autobahnkreuz Atatürk-Flughafen. Der auch in Bahçelievler liegende Viran Bosna genannte, ehemals Bosnienpalast heißende und aus der osmanischen Zeit stammende Palast ist heute nur noch als Ruine erhalten.

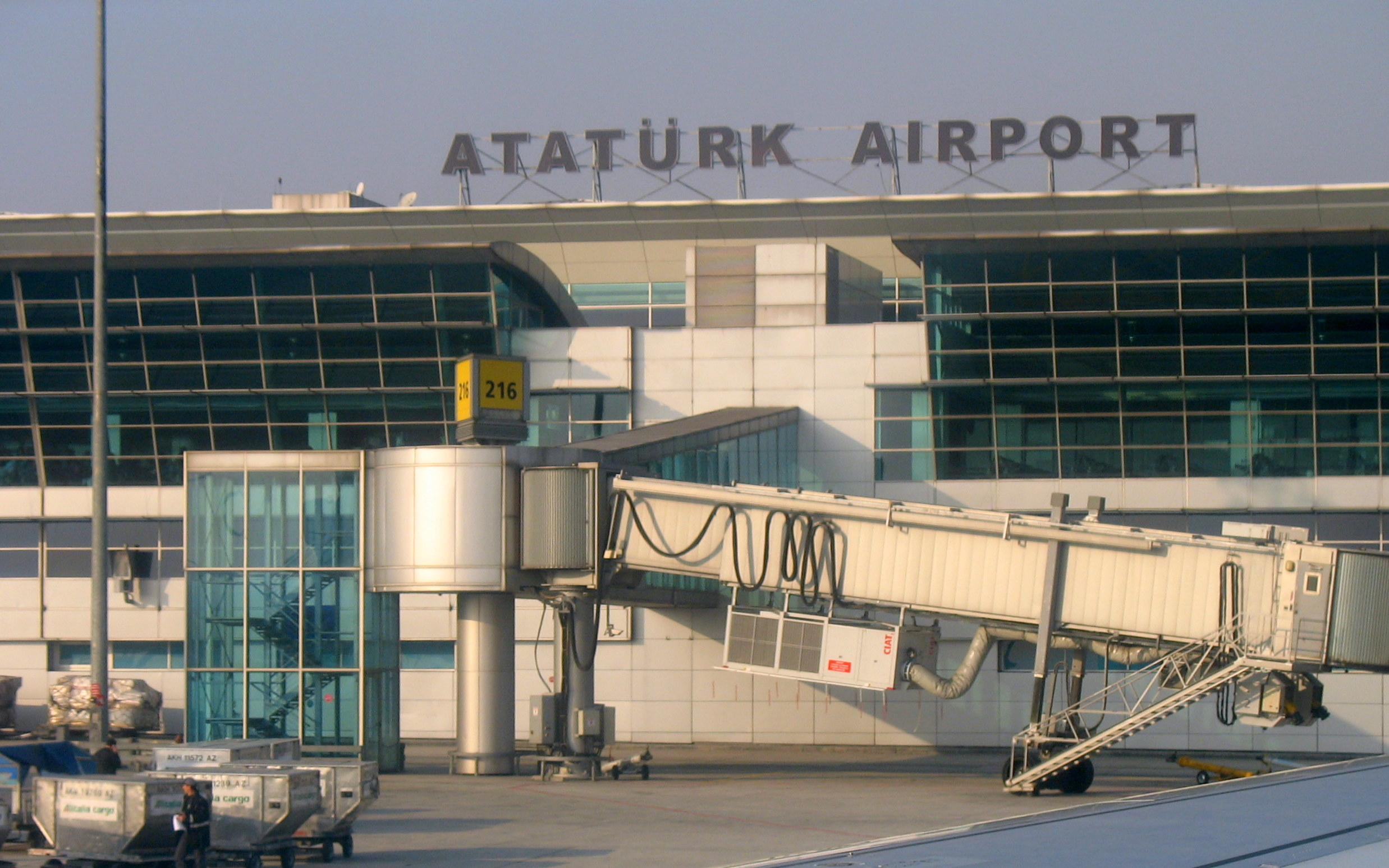
Atatürk-Flughafen

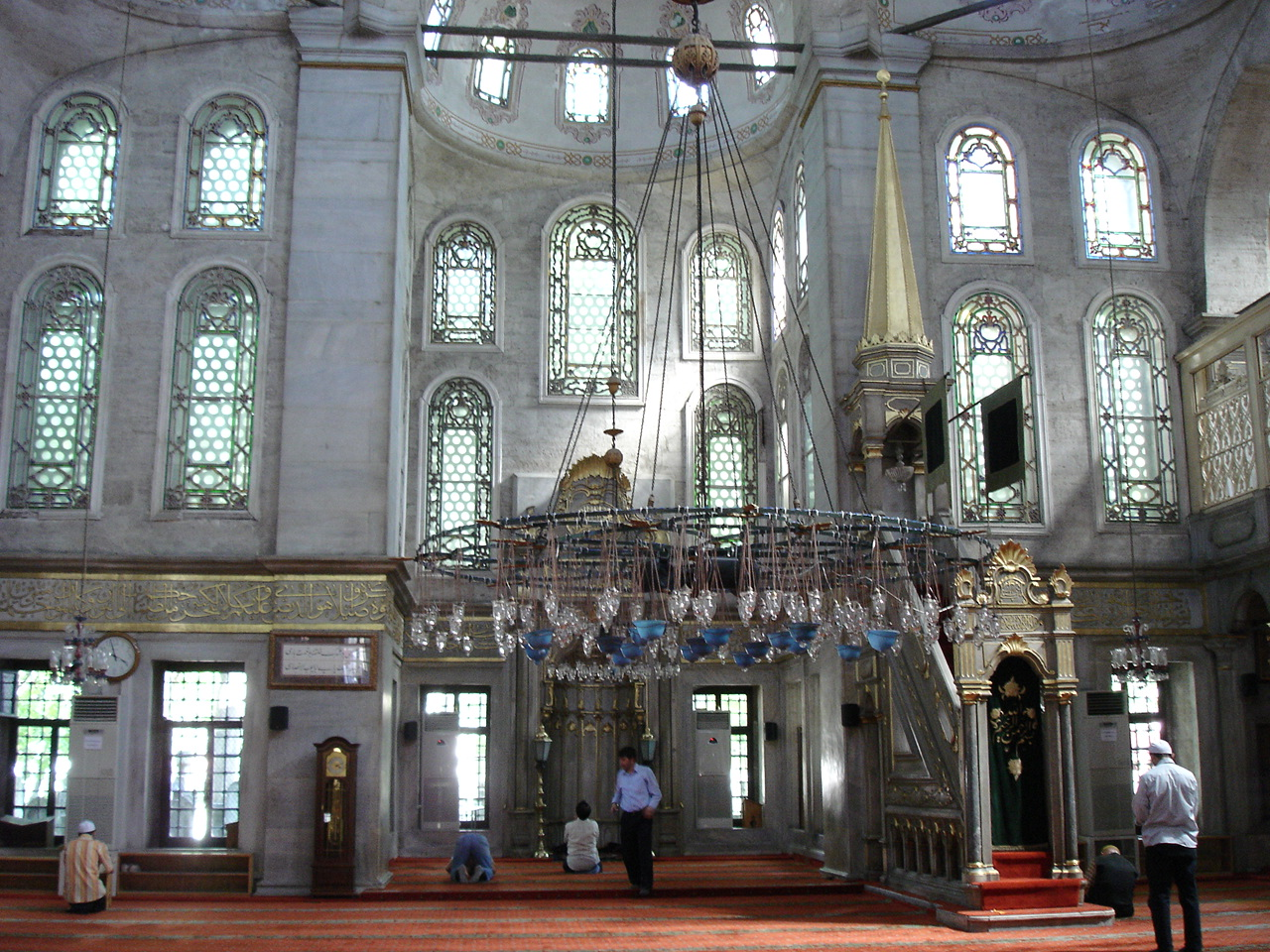
Eyüp-Sultan-Moschee

#### Bağcılar
Bağcılar ist ein beständig wachsender Stadtteil im westlichen Teil Istanbuls. Früher lebten in Bağcılar Bauern, die Trauben anpflanzten. Bağ bedeutet auch Rebstöcke. Bağcılar ist immer besser an die Metropole angeschlossen: Die Tramstation ist fertig, eine U-Bahn wird im Moment gebaut. Bağcılar ist mit etwa 1.000.000 Einwohnern Istanbuls bevölkerungsreichster Stadtteil.

#### Bakırköy
In Bakırköy befand sich der internationale Atatürk-Flughafen (Atatürk Havalimanı) und Hafenanlagen. Außerdem hat Bakırköy eine große Kulturmeile, die bei Touristen sehr beliebt ist.
Stadtviertel von Bakırköy: Yeşilköy, Yeşilyurt, Florya, Ataköy

#### Eyüp
Eyüp liegt nordwestlich der Stadtmauer am Ende des Goldenen Horns. Benannt ist der Stadtteil nach Abū Ayyūb al-Ansārī (türk. Ebu Eyüp el Ensari), einem Bannerträger Mohammeds, der bei der erfolglosen Belagerung von Konstantinopel durch die Muslime im Jahre 674 vor der Stadtmauer fiel. Sein Grab, das der Legende nach durch wundersame Träume kurz nach der osmanischen Eroberung wiedergefunden wurde, befindet sich heute in der Eyüp-Sultan-Moschee und wird von zahlreichen Pilgern besucht. Dieser älteste osmanische Stadtteil ist bis heute stark islamisch geprägt.
Von Eyüp führt eine Autobahnbrücke (Haliç Köprüsü) über das Goldene Horn in den Norden der Stadt.
Die Moschee von Eyüp stellt ist ein bedeutendes Ziel muslimischer Pilger. Oft wird Eyüp als der viertheiligste Ort des Islam (nach Mekka, Medina und Jerusalem) bezeichnet, was jedoch auch viele andere Städte für sich beanspruchen.

#### Gaziosmanpaşa
An Eyüp schließt das wesentlich größere Gaziosmanpaşa an. Es entstand seit etwa 1970 als illegale Wohnsiedlung (Gecekondu) und ist erst seit Ende der 1980er Jahre mit Wasser und Strom versorgt.
- Viertel von Gaziosmanpaşa sind (von Norden nach Süden): Merkez.

#### Bayrampaşa
Bayrampaşa gilt als sehr konservatives und fundamentalistisches Viertel. Das wichtigste Bauwerk ist der an der Grenze zum Stadtteil Esenler gelegene zentrale Busbahnhof (Büyük Otogar) von Istanbul, ein riesiges Molochbauwerk aus Beton, der größte Busbahnhof in Europa. Hier kann man minütlich in Autobusse einsteigen, die von hier aus in alle wichtigen Orte der Türkei fahren.

#### Avcılar
Avcılar ist ein Stadtteil auf der europäischen Seite von İstanbul.

#### Küçükçekmece
Küçükçekmece ist ein Stadtteil im Westen Istanbuls und wurde nach dem gleichnamigen, angrenzenden See benannt. Das Stadtviertel grenzt im Süden an Bakırköy und das Marmarameer, im Westen an Avcılar, Büyükçekmece und Çatalca, im Norden an Gaziosmanpaşa und im Osten an Bahçelievler, Bağcılar und Esenler. Die Gesamtfläche beläuft sich auf 118 km². Dazu zählt ein Strand von sieben Kilometer Länge. Die Entfernung zum Zentrum von Istanbul beträgt 23 km.

#### Büyükçekmece
Bahçeşehir ist ein seit 1999 Gemeindestatus genießendes, zu Büyükçekmece gehörendes Stadtviertel auf der europäischen Seite von Istanbul. Die Bedeutung des Namens Bahçeşehir lautet „Gartenstadt“.
Ursprünglich wurde Bahçeşehir unter der Regierung Turgut Özals von der damals noch staatlichen Immobilienbank (Emlakbank) als 16.000 Wohneinheiten umfassendes Satellitenstadt-Projekt geplant. Bis zum Jahre 1990 wurden 6.000 Wohnungen, Reihen- und Einfamilienhäuser fertiggestellt und bewohnt. Die Immobilienbaisse der neunziger Jahre in der Türkei führte dazu, dass das Projekt zum Stillstand kam. Nachdem die Fertigstellung des Projekts 2002 der staatlichen Wohnungsbaugesellschaft T.O.K.I. übergeben wurde, bekam das Projekt mit dem neuen Immobilienboom einen neuen Schwung und soll am Bauende sogar von der Größe her die ursprüngliche Planung weit übertreffen.

#### Çatalca
Çatalca (altgriechisch Ἐργίσκη Ergískē, später griechisch Μέτραι Metrae) ist die Kreisstadt des gleichnamigen Landkreises der türkischen Provinz Istanbul auf der europäischen Seite.

#### Arnavutköy
Der Bezirk Arnavutköy liegt im Zentrum vom europäischen Teil der Stadt, im Norden begrenzt durch das Schwarze Meer, im Süden liegt der Sazlıdere-Stausee (türk. Sazlıdere Baraj Gölü), der İstanbul mit Wasser versorgt. In İstanbul gibt es noch einen weiteren Ort mit dem Namen Arnavutköy; ein Stadtviertel im Bezirk Beşiktaş trägt auch diesen Namen. Dort liegt auch der neue internationale Flughafen Istanbul.

#### Başakşehir
Başakşehir ist ein Stadtbezirk auf der europäischen Seite Istanbuls.

### Der Norden
Nördlich des Goldenen Horns befinden sich das „europäische“ Viertel Beyoğlu (früher Galata oder auch Pera) und eine Kette von ehemaligen Dörfern entlang des Bosporus, die fast bis zum Schwarzen Meer reicht. Am Bosporusufer entstanden zahlreiche luxuriöse Villen in Holzbauweise, Yalı genannt, die als Sommerresidenzen für Wohlhabende oder Ausflugslokale dienten. Die Yalıs sind nur noch vereinzelt erhalten, aber es gibt weiterhin eine große Zahl von Restaurants am Bosporusufer, die vor allem Fisch servieren. Ein Großteil der noch existierenden Yalıs wurde durch eine Hauptverkehrsstraße, die das Marmarameer mit dem Schwarzen Meer verbindet, vom Bosporus getrennt. Das ursprünglich bewaldete, hügelige Hinterland wurde, besonders seit den 1960er Jahren, weitgehend besiedelt, vor allem von Landflüchtlingen, für die Gebäude ohne Baugenehmigung, Gecekondus (über-Nacht-erbaute) genannt, errichtet wurden, aber es entstanden auch einige der teuersten Neubauviertel Istanbuls. 

#### Beyoğlu

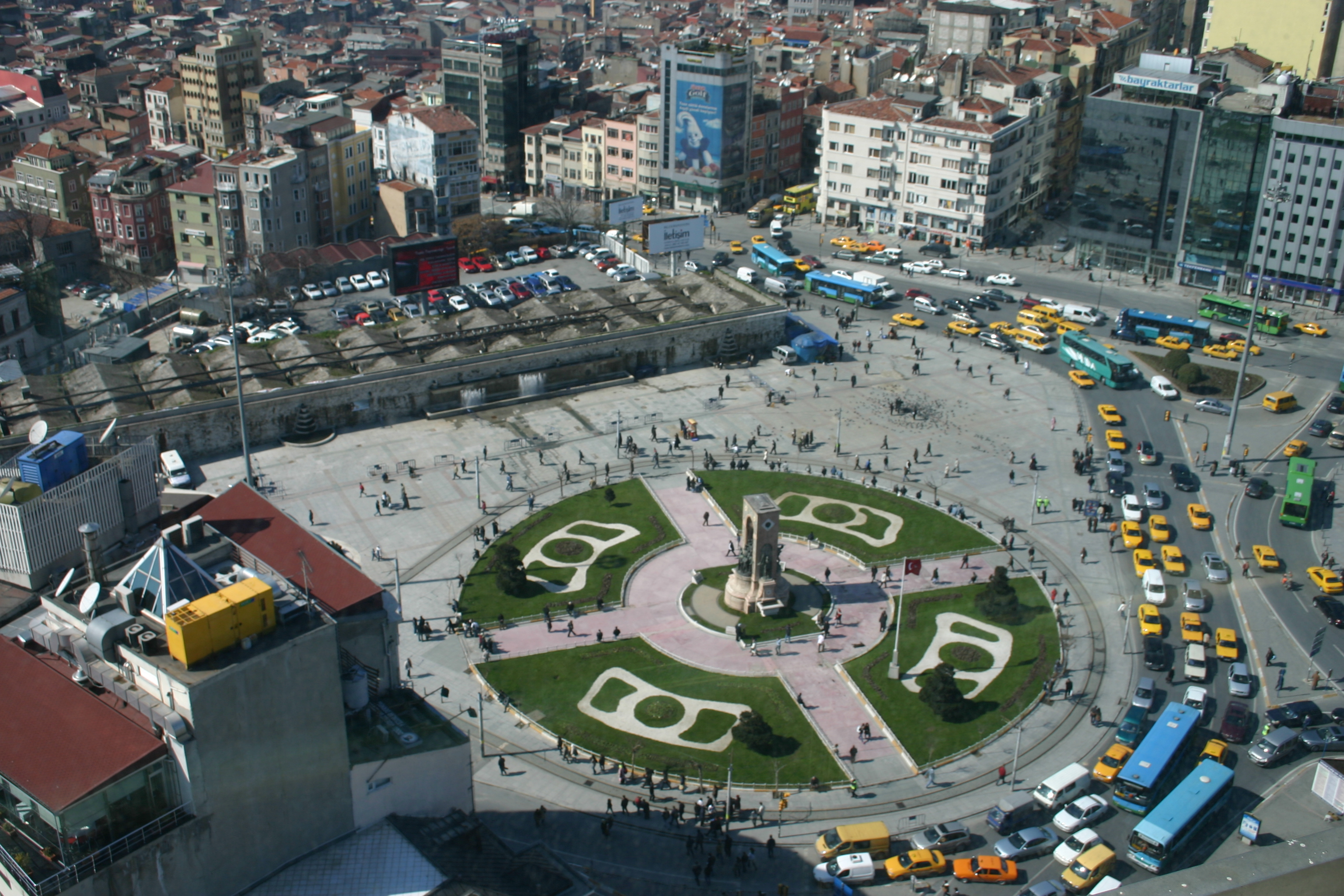
Taksim-Platz vom Etap-Marmara-Hotel aus gesehen

Beyoğlu wurde im 13. Jahrhundert als genuesische Handelskolonie gegründet. Bekannt wurde es unter seinem griechischen Namen Pera (,Gegenüber‘). Im 14. Jahrhundert wurde der Stadtteil umfriedet. Als letzte Spur des Festungswalls ist der Galataturm erhalten.
Beyoğlu ist das Zentrum des modernen Istanbul, was sich auch in den zahlreichen Gebäuden aus der Wende zum 20. Jahrhundert zeigt, die im Jugendstil oder dem des Historismus errichtet wurden, nachdem 1870 die meisten der bis dahin üblichen Holzhäuser durch einen Großbrand vernichtet worden waren. Vom höchsten Punkt, dem als Mittelpunkt der Stadt geltenden Taksim-Platz (Taksim Meydanı) im Viertel Taksim, führt ein moderner Einkaufsboulevard mit Kaufhäusern und internationalen Geschäften, die İstiklal Caddesi, zum Tünel-Platz hinunter. Sie ist seit Anfang der 1990er Jahre für den Straßenverkehr gesperrt, wird aber seitdem wieder von einer historischen Straßenbahn befahren. In den Straßen um die İstiklâl Caddesi herum gibt es zahllose Fachgeschäfte, Restaurants, Imbisse, christliche Kirchen und einen Basar. Im traditionsreichen Pera Palace Hotel stiegen Berühmtheiten wie Agatha Christie, Greta Garbo, Mata Hari, Sarah Bernhardt und Mustafa Kemal ab. In Beyoğlu haben seit seinem Beginn als genuesische Handelskolonie traditionell die Europäer Istanbuls gelebt, ein beliebtes Wohnquartier für Europäer ist auch heute noch der Doğan-Apartmanı-Komplex, in dem bereits vor dem Ersten Weltkrieg zahlreiche europäische Führungskräfte in Wirtschaft und Medien lebten. Das Viertel ist – neben Ortaköy – auch Zentrum des Nachtlebens mit Kneipen, Bars, Clubs und Diskotheken. Es gibt dort zu Anfang des 20. Jahrhunderts errichtete Geschäftspassagen, zum Beispiel die Markiz-Passage. Östlich der İstiklâl Caddesi entsteht in einem ehemaligen Wohnhaus in der Dalgiç Çıkması Orhan Pamuks „Museum der Unschuld“, eine fiktive Dokumentation des Lebens der Protagonisten des gleichnamigen Romans anhand von Alltagsgegenständen.

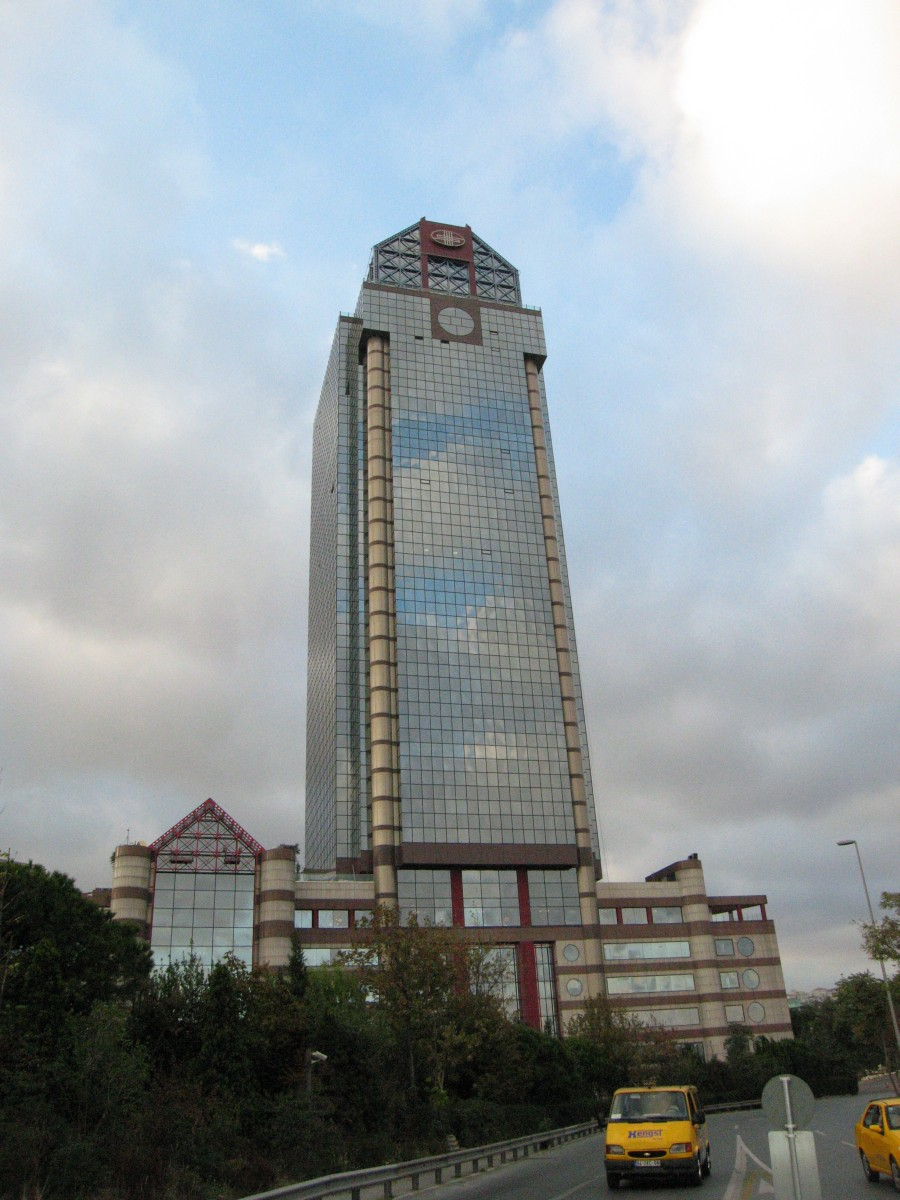
Hotel Ritz-Carlton, Şişli

Vom Tünel-Platz führt eine der ältesten U-Bahnen der Welt hinunter zur Galatabrücke, die in die Altstadt führt. Die Tünel genannte Standseilbahn wurde 1875 eröffnet und überwindet mit zwei durch ein Stahlseil verbundenen Wagen einen Höhenunterschied von 62 m. Anfangs wurden die Bahn mit einer Dampfmaschine, deren Schornstein man noch gegenüber der „Bergstation“ sieht, betrieben, heute – einem Sessellift vergleichbar – elektrisch über das Rad in der Bergstation, das von dem Stahlseil umwunden wird. Die Fahrt zwischen den beiden etwa 500 m auseinanderliegenden Stationen dauert nur gut eine Minute.
In Viertel westlich des Tünel, Galata, das bis in den alten Hafen am Goldenen Horn reicht, befinden sich in enger Folge meist Großhandels-Geschäfte für neue Werkzeuge, Eisenwaren, Elektro- und Haushaltsgeräte, Baumaterial, Fischerei- und Anglerbedarf.
Nordwestlich der İstiklâl Caddesi, jenseits der verkehrsreichen Parallelstraße Tarlabaşı Bulvarı, befinden sich einige der ärmsten Viertel Istanbuls, Dolapdere, Kasımpaşa und Halıcıoğlu. In Kasımpaşa verbrachte der heutige Ministerpräsident der Türkei, Recep Tayyip Erdoğan, seine Jugend.
- Viertel von Beyoğlu sind (von Süden nach Norden und Osten nach Westen) Galata/Karaköy (benannt nach den Karaim), Taksim, Kasımpaşa und Halıcıoğlu.

#### Şişli
Die Cumhuriyet Caddesi, ein Prachtboulevard, prägt das Viertel Şişli, das erst in den Anfängen des 20. Jahrhunderts erschlossen wurde. Die Viertel Nişantaşı und Teşvikiye gehören zu den nobelsten Einkaufsgegenden für Bekleidung der Stadt. Hier befindet sich der Sitz der bulgarisch-orthodoxen Kirchengemeinde in Istanbul, deren Kirche St. Stefan allerdings im Stadtviertel Fener liegt.

#### Kâğıthane
Kâğıthane ist ein legendärer Ort in Istanbul, unter anderem wegen seiner Rolle in der Tulpenära (Lale Devri), die zwar nur kurz gedauert hat, aber wegen ihrer Friedfertigkeit in der sonst kriegerischen Geschichte des Osmanischen Reichs eine besondere Bedeutung genießt.
Kâğıthane ist mit etwa 350.000 Einwohnern (2000) eine Großstadt. Der Ort ist vermutlich älter als Istanbul, die Stadt, die als Byzantion gegründet worden ist. Im 17. Jahrhundert war er bevorzugter Ausflugsort und Jagdrevier des Sultans, vermutlich weil man ihn bequem mit Boot über das Goldene Horn hat erreichen können. Der gleichnamige Bach war eine Paradestrecke für die ortstypischen Boote (kayık). Während der Ära Lale Devri, die von 1718 bis 1730 andauerte, war Kâğıthane der „in“ Ort von Istanbul. Während dieser Zeit wurden etwa 100 schöne Gebäude/Villen (Köşk) errichtet, von denen sich der Name „Kiosk“ ableitet. Das einst so kriegerische Imperium gönnte sich eine Atempause und widmete sein Augenmerk auf Tulpenzucht.
Diese Ära, die auch durch Luxus und Prunksucht geprägt war, endete jäh durch den Patrona-Halil-Aufstand, der den Namen seine Urhebers trägt: Patrona Halil. Bei diesem Aufstand wurde nicht nur der Sultan Ahmet III. ermordet, sondern auch die Prunkvillen in Kâğıthane weitgehend vernichtet. Die im wahrsten Sinne des Wortes „Gold werten“ Tulpenzuchten wanderten kurz danach nach Holland aus. Der wahre Niedergang des Ortes, der schon in der Byzantinischen Epoche eine beliebte Ausflugsgegend gewesen ist, wurde im 20. Jahrhundert durch Industrialisierung besiegelt. Der schöne Bach, auf dem man für Jahrhunderte in schicken Booten flanierte, verkam zur Industriekloake.
Die neue Verwaltung des Stadtbezirks, der seit 1987 autonom ist, versucht, Teile des einstigen Ruhms wiederzubeleben.

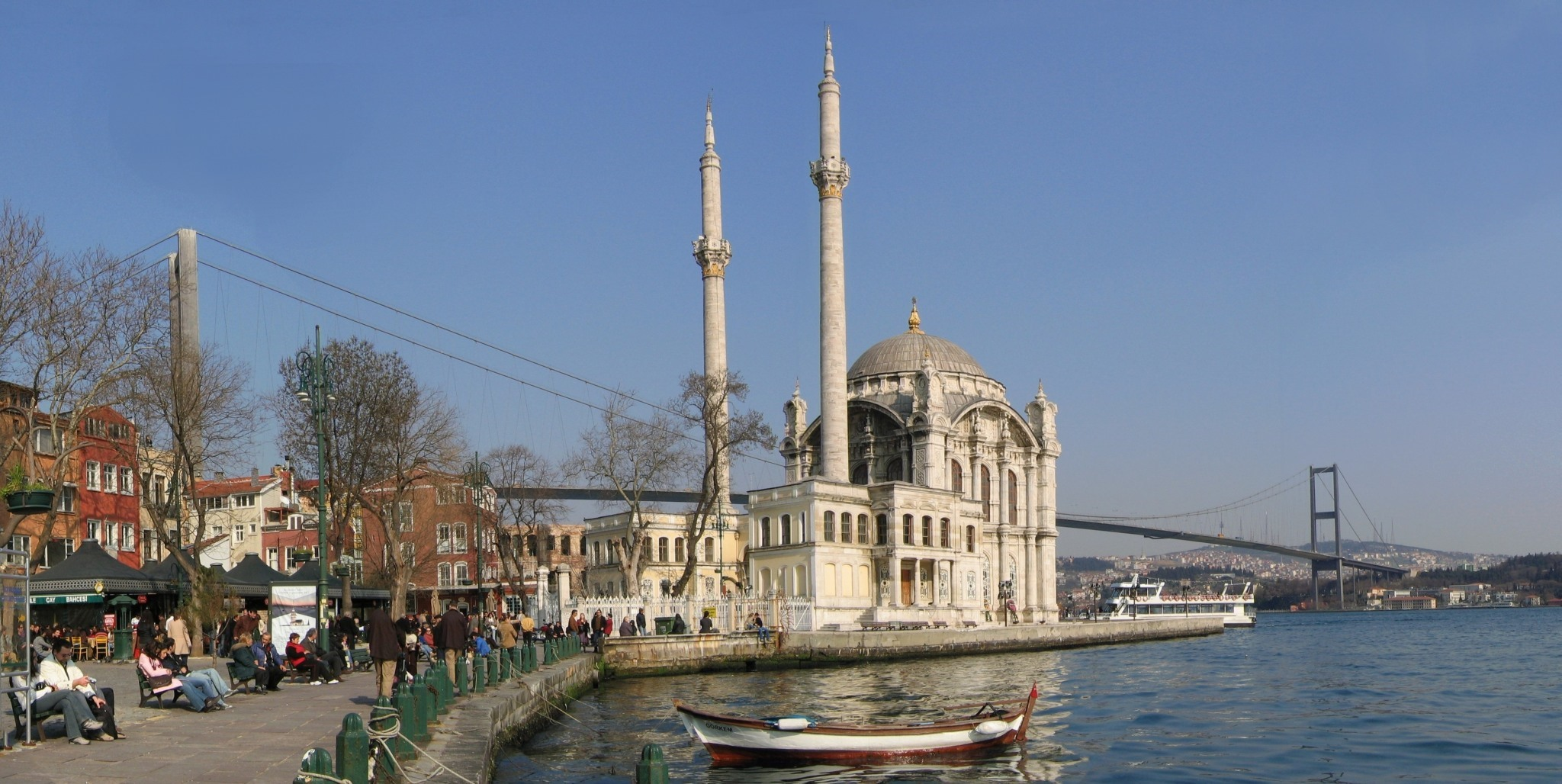
Ortaköy-Moschee, dahinter die erste Bosporusbrücke

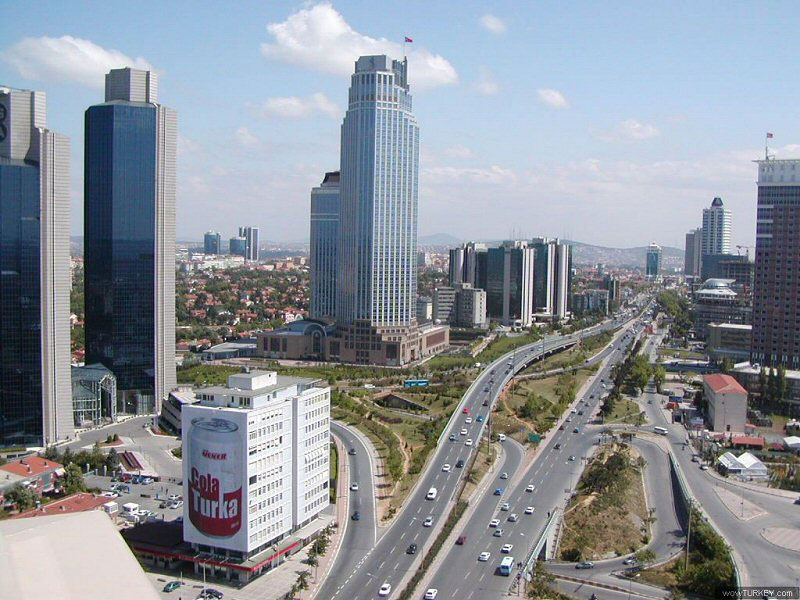
Levent-Geschäftsviertel

#### Beşiktaş
Im 19. Jahrhundert wurde auf dem Gelände der verlandeten Dolmabahçe-Bucht der Dolmabahçe-Serail erbaut, er war bis 1923 der Palast des Sultans. Weitere Sehenswürdigkeiten sind unter anderem die Dolmabahçe-Moschee, die St. Fokas-Kirche, die Etz-Ahayim-Synagoge und die Ortaköy-Moschee.
In Beşiktaş befinden sich der Fisch- und Gemüsemarkt (Balık Çarşısı), das Inönü-Stadion, die Technische Universität Istanbul, internationale Hotels und die Landungsbrücken Beşiktaş und Ortaköy für den Fährverkehr. Beşiktaş ist Städtepartner von Erlangen.
Ortaköy ('mittleres Dorf'), nördlich des Yıldız-Parks direkt an der Brücke der Märtyrer des 15. Juli, gehört zu den auch bei Touristen beliebtesten Kneipen- und Restaurantvierteln Istanbuls. Noch in den 1950er Jahren lebten dort fast nur armenische Familien. Es gab dort zahlreiche armenische Kirchen und viele armenische Schulen. Die Armenier wurden Zug um Zug mit bürokratischen Schikanen zur Ausreise veranlasst.
Das Viertel Etiler gehört zu den teuersten Wohn- und Bürovierteln der Stadt. Hier befindet sich auch Akmerkez, eine der größten Shopping-Malls Istanbuls.
Das benachbarte Levent im Nordwesten von Beşiktaş hat sich seit den 1990er Jahren zu einem Zentrum für Konzern- und Bankzentralen entwickelt. Das Stadtbild wird von Hochhäusern bestimmt.
Der berühmte Fußball-Traditionsklub Beşiktaş JK (Jimnastik Kulübü) AG kommt aus diesem Stadtteil. Dessen Heimatstation in Dolmabahçe Inönü-Stadion befindet sich auch hier.
Vierteln von Beşiktaş sind (von Süden nach Norden) Beşiktaş, Ortaköy, Arnavutköy, Bebek, Etiler und Levent.

#### Sarıyer
Sarıyer ist ein bekannter Istanbuler Ausflugsort. Am kleinen Hafen gibt es einige Fischrestaurants, in welchen frischer Hamsi (kleine Fische aus dem Schwarzen Meer) und
andere Spezialitäten bestellt werden können.
- Viertel von Sarıyer sind (von Süden nach Norden) Rumeli Hisarı, Emirgân, Baltalimanı, İstinye, Yeniköy, Tarabya, Kireçburnu, Büyükdere und Sarıyer.

## Asiatische Seite

### Der Norden

#### Üsküdar

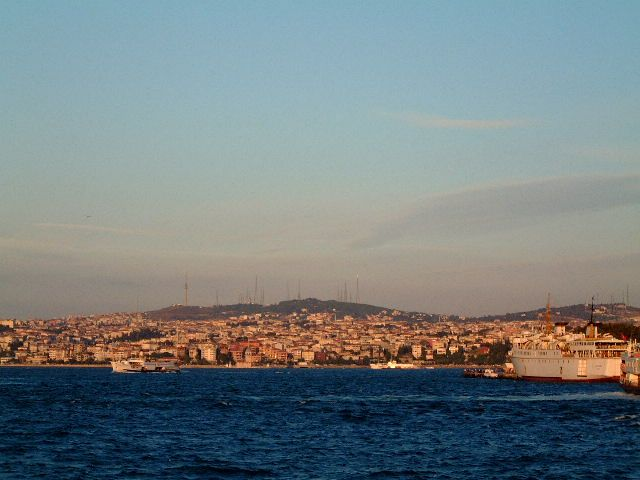
Blick vom Bosporus auf den Çamlıca-Hügel in Üsküdar

Üsküdar, in der Antike Chrysopolis genannt, zu byzantinischer Zeit Skutarion/Scutari, ist eine weitläufige Wohnstadt. Das Stadtbild mit alten Bauten ist gut erhalten. Darunter alte Moscheen, Medresen, islamische Bauten von Scheichs und Tarikats, welche noch benutzt werden. Von einem Hügel des Stadtteils, dem Çamlıca-Hügel (türk. Çamlıca Tepesi), der weithin an den darauf stehenden Antennenanlagen zu erkennen ist, hat man die schönste Aussicht über die ganze Stadt. Das Wahrzeichen Üsküdars ist der im Bosporus gelegene Leanderturm (türk.: Kız Kulesi), ein ehemaliger Leuchtturm, in dem sich heute ein Restaurant und ein Café befinden.
Die türkische Erste Armee hat ihr Hauptquartier in der Selimiye-Kaserne (Selimiye Kışlası) in Üsküdar.
Im Viertel Harem, das an Selimiye angrenzt, befindet sich der zweite Busbahnhof Istanbuls. Von hier fahren großteils moderne Busse in fast alle Städte des anatolischen Teils der Türkei ab.
- Viertel von Üsküdar sind (von Süden nach Norden) Selimiye, Harem, Kuzguncuk, Beylerbeyi, Çengelköy, Vaniköy und Kandilli.

#### Ümraniye
Ümraniye ist ein konservativer Stadtteil im asiatischen Teil von Istanbul, in dem es einen sehr hohen Anteil von stark gläubig ausgerichteten Moslems gibt. Ümraniye war bis etwa 1950 ein kleines Dorf, umgeben von Buschland. Der Ort bildete die letzte Ausfahrt aus Istanbul in Richtung Şile, einem Ferienort am Schwarzen Meer. Ümraniye wuchs stürmisch und unkontrolliert zu einer Großstadt heran. Obwohl recht gut verbunden mit Istanbul, weist der Ort den Charme einer Provinzstadt auf.

#### Beykoz

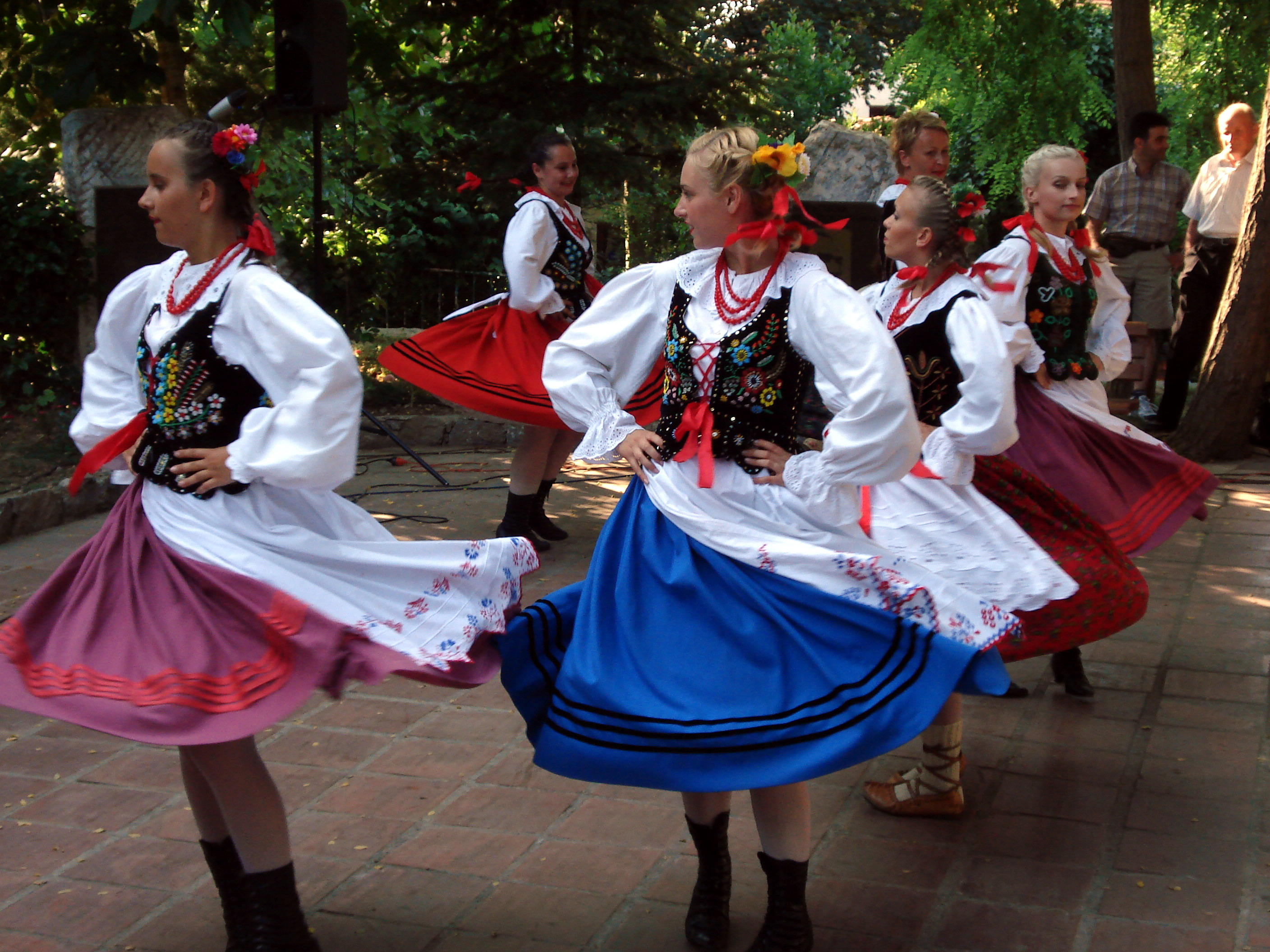
Polnisches Kulturfestival in Polonezköy

Beykoz (alter thrakischer Name Amikos) ist eine der letzten grünen Lungen von Istanbul. In keinem anderen Stadtteil von Istanbul gibt es so viele Waldteile und Villen. Einige der Sehenswürdigkeiten in Beykoz sind der ägyptische Turm (Hıdiv Kasrı) von Abbas II., der osmanische Sommerpalast Küçük Su Kasrı, die alte Burganlage in Anadolu Hisarı und der Vehbi-Koç-Naturpark.
Außerhalb Beykoz an der Straße nach Riva befindet sich eines der Kuriosa Istanbuls, Polonezköy (Adampol), das Polendorf. Gegründet wurde es nach dem Krimkrieg von polnischen, tschechischen und böhmischen Soldaten, die beschlossen, nicht in die Heimat zurückzukehren. Sie bauten ihr Dorf nach heimischer Art mit Fachwerkhäusern und umzäunten Gärten, in die sie vertraute Obstbäume und -sträucher pflanzten. Die Einwohner pflegen bis heute ihre Sprache und beliefern die in Istanbul lebenden Nichtmuslime mit Schweinefleisch, das sonst kaum erhältlich ist. Polonezköy ist ein beliebtes Ausflugsziel geworden, mit dem Zustrom der Besucher geht die einstige Idylle langsam verloren. Heute wohnt auch eine geringe Anzahl Bosporus-Deutscher dort.
Der Weg von Istanbul nach dem Norden ist umsäumt von einer Reihe Yalıs, die aufwändig restauriert worden sind. In Anadolu Hisarı befindet sich die erste osmanische Festung, die der Eroberung von Byzanz dienen sollte. Sie wurde im Jahre 1395 vom Sultan Beyazid I. erbaut. Die Festung ist gut erhalten.
- Viertel von Beykoz sind (von Süden nach Norden) Küçüksu, Anadolu Hisarı, Kanlıca, Çubuklu, Paşabahçe, Merkez, Yalıköy und Anadolu Kavağı.

### Der Süden

#### Ataşehir
Ataşehir ist eines der neuesten Viertel in Istanbul, welches durch viele Hochhäuser geprägt ist.

#### Kadıköy

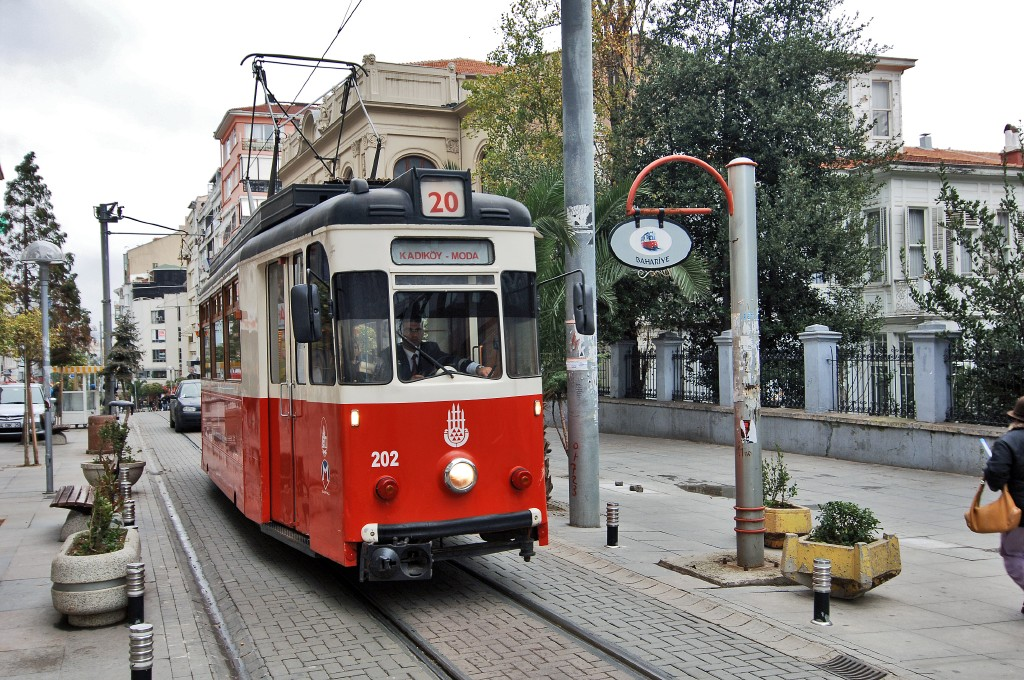
Historische Straßenbahn Kadıköy-Moda

Kadıköy wurde um 675 v. Chr. als megarische Kolonie Kalchedon, später Chalkedon, unter den Römern Chalcedon, im damaligen Bithynien gegründet. Die Hafenstadt lag südlich von Chrysopolis/Skutari. In ihrer frühen Zeit teilte sie das Schicksal des gegenüber liegenden Byzanz, wurde durch den Feldherrn Otanes erobert, lange hin- und hergerissen zwischen den Interessen Spartas und Athens, und schließlich 133 v. Chr. durch Attalos III. von Pergamon den Römern übergeben. 73 v. Chr. wurde sie durch Mithridates teilweise zerstört, später aber zurückerobert. 451 fand in der Stadt das Konzil von Chalcedon statt. Chalcedon wurde wiederholt von Angriffen der Barbarenvölker überzogen, nachdem diese Byzanz angegriffen hatten, und war von 616 bis 626 Versorgungsplatz der Perser unter Chosrau II. Nach der Eroberung durch die Osmanen 1350 dienten seine Gebäude als Steinbruch für den Bau Istanbuls. Zu dieser Zeit waren bereits beide Häfen versandet. Chalcedon ist Namensgeber des Minerals Chalcedon.
Heute ist Kadıköy ein weltoffener Stadtteil mit zahlreichen Kinos, Restaurants, Cafés und Bars sowie vielen Einkaufsmöglichkeiten in der Altstadt, in der Fußgängerzone und an der Bağdat Caddesi (Bagdad-Chaussee). Seine Altstadt war auch vom Zusammenleben von Christen und Muslimen geprägt. Es gibt griechisch-orthodoxe, armenische und römisch-katholische Kirchen. Früher lebten hier zahlreiche Armenier. Heute ist die Zahl der Christen stark zurückgegangen.
Zwischen Kadıköy und den europäischen Stadtteilen gibt es tagsüber einen regen Fährverkehr.
In Kadıköy ist auch der Sportverein Fenerbahçe Istanbul beheimatet, dessen Fan-Motto lautet: „Burası Kadıköy burdan cıkış yok“ („Das ist Kadiköy, kein Weg führt hier heraus“).
Im Viertel Rasimpaşa befindet sich der Bahnhof Haydarpaşa, an dem früher alle Züge aus östlicher Richtung endeten. Dieser mit deutscher Hilfe erbaute Bahnhof war Ausgangspunkt der Bagdadbahn. Hier hatte Florence Nightingale während des Krimkrieges ihren Ruf als „Lady mit der Lampe“ errungen.

#### Göztepe
Göztepe war einst Wohnort reicher Großstädter, die hier den Sommer verbrachten. Die alten Häuser mit den großen Gärten sind zum größten Teil verschwunden und durch Wohnsiedlungen ersetzt worden. Göztepe grenzt an das Marmarameer im Süden, an das ehemalige Dorf Merdivenköy im Norden.

#### Maltepe
Maltepe ist ein Stadtteil auf der asiatischen Seite von Istanbul.

#### Kartal
Kartal bedeutet Adler und ist ein industrieller Stadtteil mit Hafen. Bekannt ist Kartal durch den gleichnamigen Fußballklub. Kartal ist Sitz von Siemens Türkei, früher Simko (Siemens-Koç).

#### Adalar (Prinzeninseln, Demonesi)

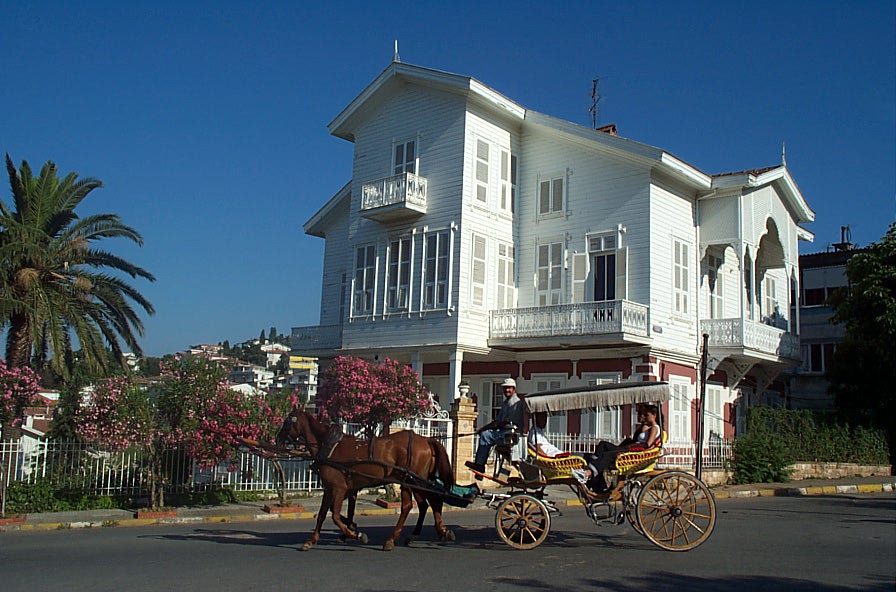
Eine typische Sommerresidenz auf der Insel

Die Prinzeninseln, türkisch Kızıl Adalar ‚Rote Inseln‘ oder üblicher Adalar (Inseln), wie sie offiziell heißen; altgriechisch Πριγκήπων νήσοι Prinkēpōn nēsoi, neugriechisch Πριγκηπονήσια Prinkiponisia, sind eine Inselgruppe im Marmarameer vor den Stadtteilen Bostanci, Maltepe, Kartal und Pendik. Mit ihren Kiefern- und Pinienwäldern, hölzernen, vom Jugendstil geprägten Sommervillen aus der Wende zum 20. Jahrhundert, Pferdekutschen (Motorfahrzeuge sind nicht erlaubt) und Fischrestaurants sind sie ein beliebtes Ausflugsziel. Sie sind mit Fährschiffen und Schnellfähren (Deniz otobüsü) von Kabataş und Kartal aus zu erreichen. Vier der neun Inseln sind besiedelt und ganzjährig mit der öffentlichen Fähre erreichbar.
Die Hauptinseln der Prinzeninseln heißen (von Westen nach Osten) Kınalıada, Burgazadası, Heybeliada und  Büyükada.

### Der Osten

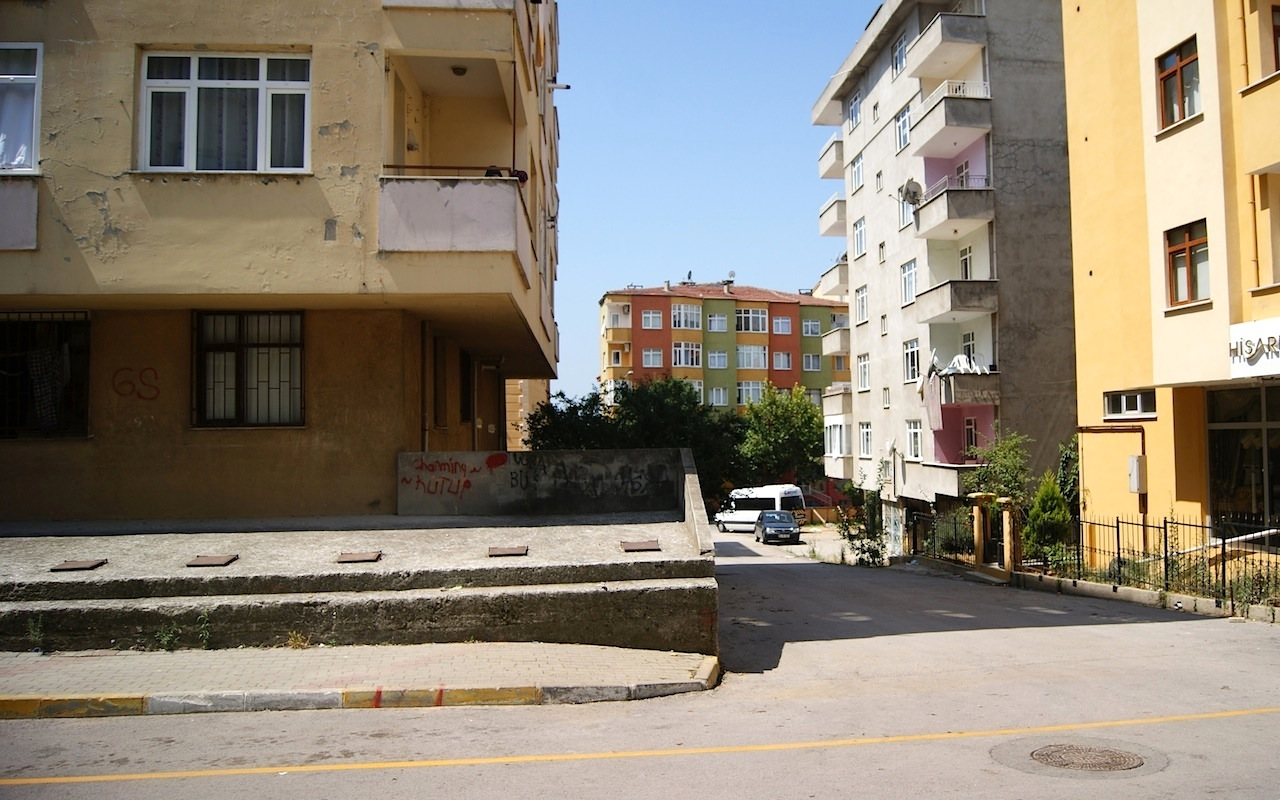
Pendik

#### Pendik
Pendik ist nach dem mutmaßlichen Alterssitz des byzantinischen Generals Belisar, dem Pantikapaion benannt, von dem noch Ruinen erhalten sind.
Östlich von Pendik, etwa vier Kilometer vom Bahnhof, liegt der 2001 eröffnete, zweite internationale Flughafen Istanbuls, der Sabiha Gökçen Uluslararası Havaalanı. Der Flughafen gehört zu den ersten Projekten des „Industrieparks der fortgeschrittenen Technologie“, der in Pendik entstanden ist.

#### Tuzla
Tuzla ist der südlichste Bezirk von Istanbul. Der Ort war bereits während der byzantinischen Zeit bewohnt und wurde im Jahr 1400 durch den Sultan Yıldırım Beyazıt erobert. Die letzten griechischen Bewohner wurden am Ende des Ersten Weltkrieges gegen Türken aus Thessaloniki und Kavalla ausgetauscht. Die Bevölkerung, die im Zweiten Weltkrieg nur wenig mehr als 1000 umfasste, hat im Jahr 2005 die Zahl 200.000 überschritten.
Die früher dominierende Landwirtschaft und der Fischfang verloren ihre Bedeutung durch die Industrialisierung des Ortes. Heute befinden sich mehrere Schiffsbauwerften und die 2005 eröffnete Formel-1-Rennstrecke in Tuzla.